# セミフレッド
セミフレッド (イタリア語: Semifreddo,  発音 [semiˈfreddo]) は、半解凍状態のデザートであり、大抵はアイスクリームケーキ、カスタード、フルーツタルトを半解凍させた菓子である。英語では「Half Cold」を意味する。アイスクリームとホイップクリームの2つの部分を接着させるために、冷凍したムースの生地を用いる。イタリア料理ではセミフレッドは、基本的な材料としてジェラートが用いられている。
スペインの菓子で似たような物があり、セミフリオ（semifrío）と呼ばれている。
歴史
セミフレッドはフィレンチェの大富豪で実質的な支配者だったメディチ家のために作られたお菓子で、その大富豪の娘カトリーヌ・ド・メディシスはのちにアンリ2世となるオルレアン公に大勢の料理人や職人たちを率いて輿入れした。その時、フランスに持ち込まれたセミフレッドが、やがてジェラートに、そしてカトリーヌの孫のアンリエット・マリーが、イングランド王チャールズ一世に嫁いだ際に、イギリスにもアイスクリームとして伝わっていったと云う説がある。